# Carl Breide von Reichel
Carl Breide von Reichel, född omkring 1670, var en svensk militär.
Carl Breide von Reichel tillhörde en gammal borgarsläkt från Breslau, som 1554 erhöll böhmiskt adelskap. Han var först i holsteinsk tjänst och befordrades till kapten vid von Dernaths dragonregemente där. Åren 1703–1710 deltog von Reichel i fälttåget i Brabant under spanska tronföljdskriget, Han gick 1711 i svensk tjänst som överstelöjtnant vid Wismarska dragonregementet. von Reichel blev fången vid kapitulationen i Tönningen 1713 men blev snart frigiven. Åren 1715–1723 var han överste och chef för Wismarska dragonregementet. von Reichel naturaliserades 1719 som svensk adelsman och introducerades 1720 på riddarhuset. År 1723 tog han avsked ur svensk tjänst och blev i stället generalmajor i holsteinsk tjänst och samma år envoyé vid svenska hovet. von Reichel rappellerades 1729 men stannade trots det i Sverige fram till 1731. Vid sin återkomst häktades han i Holstein och satt inspärrad fram till 1743, då han benådades.